# Скрофета (Авелино)
Скрофета је насеље у Италији у округу Авелино, региону Кампанија.
Према процени из 2011. у насељу је живело 55 становника. Насеље се налази на надморској висини од 345 м.